# LFBU's kvalifikation til DBUs Landspokalturnering for herrer 2009-10
Lolland-Falsters Boldspil-Unions kvalifikation til DBUs Landspokalturnering for herrer 2009/2010 var én af DBU's seks lokalunioners kvalifikationsturneringer, der havde til formål at finde i alt 56 hold indrangeret i Danmarksserien eller lavere pr. sæsonen 2008-09 til den landsdækkende 1. runde i DBUs Landspokalturnering for herrer 2009/2010 (Ekstra Bladet Cup 2009/2010). LFBU's turnering havde deltagelse af 20 hold, der spillede om tre ledige pladser i pokalturneringens 1. runde.
Turneringen blev afviklet som en cupturnering over tre runder i foråret 2009, og de tre vindere i tredje runde kvalificerede sig til 1. runde af den landsdækkende pokalturnering. De tre pladser i 1. runde gik til holdene Frem Sakskøbing, Døllefjelde-Musse IF og Nakskov Boldklub.

## Resultater

### 1. runde
| Dato  | Kamp                              | Res. |
| ----- | --------------------------------- | ---- |
| 28.4. | Sandby GF – Toreby-Grænge BK      | HHT  |
| 28.4. | Eskilstrup BK – Søllested IF      | 3-1  |
| 28.4. | Tingsted BK – Sydalliancen        | 2-1  |
| 28.4. | Ny Kappel BK 07 – Øster Ulslev BK | 2-5  |

| Dato  | Kamp                        | Res. |
| ----- | --------------------------- | ---- |
| 28.4. | Birket BK – Maribo BK       | 0-5  |
| 28.4. | B 1990 – Rudbjergs FB       | 4-2  |
| 28.4. | Horbelev IF – Væggerløse BK | 1-3  |
| 28.4. | Østofte GIF – B 1938        | 0-3  |

### 2. runde
| Dato  | Kamp                          | Res. |
| ----- | ----------------------------- | ---- |
| 26.5. | Tingsted BK – Øster Ulslev BK | 0-2  |
| 26.5. | B 1938 – Frem Sakskøbing      | 0-4  |
| 26.5. | B 1990 – Døllefjelde-Musse IF | 1-4  |

| Dato  | Kamp                             | Res. |
| ----- | -------------------------------- | ---- |
| 26.5. | Eskilstrup BK – Toreby-Grænge BK | 2-0  |
| 26.5. | Væggerløse BK – Nørre Alslev BK  | 2-4  |
| 26.5. | Maribo BK – Nakskov BK           | 1-2  |

### 3. runde
De tre vindere i 3. runde kvalificerede sig til 1. runde af DBUs Landspokalturnering 2009/2010 (Ekstra Bladet Cup 2009/2010).
| Dato | Kamp                                   | Res. |
| ---- | -------------------------------------- | ---- |
| 9.6. | Eskilstrup BK – Frem Sakskøbing        | 1-7  |
| 9.6. | Øster Ulslev BK – Døllefjelde-Musse IF | 1-3  |
| 9.6. | Nørre Alslev BK – Nakskov BK           | 1-3  |